# 高松錦之助
高松 錦之助（たかまつきんのすけ、1898年1月13日 - 1979年5月14日）は、日本の俳優。本名は渡辺 綱雄。別芸名に高松 恭助。

## 来歴・人物
1898年（明治31年）1月13日、北海道函館市相生町に生まれる。函館弥生尋常小学校を卒業。中学を2年で中退後、新派の柴田善太郎一座に入り、2年後に独立して、登島正美または高松五郎の名で北海道や東北を巡業する。
1924年（大正13年）7月1日、東亜キネマ合併下のマキノ映画製作所等持院撮影所に入社し、高松錦之助を名乗って二川文太郎監督の『墓石が鼾をする頃』などに出演する。翌1925年（大正14年）はマキノ・プロダクション御室撮影所の作品に出演し、『修羅八荒』の陣馬弥十郎役、『春日山の月』の上杉謙信役などで好演する。
1926年（大正15年）4月、マキノを退社し、マキノから独立して新感覚派映画連盟を興した衣笠貞之助監督の『狂つた一頁』に出演するが、すぐにマキノに復社。翌1927年（昭和2年）に衣笠映画連盟に加入し、高松恭助と改名する。1928年（昭和3年）2月、月形龍之介のツキガタプロダクションに筆頭脇役として参加。名を錦之助に戻して、同プロ第1回作品『酒毒の剣法』を始め『剣士沖田総司』などの野心的な時代劇作品で月形を助演した。同プロ解散の1929年（昭和4年）には月形とともに松竹下加茂撮影所に入社し、伊藤大輔監督の名作『斬人斬馬剣』などで月形を助演、多数の作品で脇役や敵役を演じる。この間、一時期だけ再結成された月形プロに参加している。
1941年（昭和16年）からは坂東好太郎と劇団を結成して実演に転じ、戦後の1947年（昭和22年）に溝口健二監督の『歌麿をめぐる五人の女』で映画界に復帰する。1949年（昭和24年）に東横映画に入り、1951年（昭和26年）の東映合併後は引き続き東映京都撮影所所属となった。東映時代劇の全盛期で活躍し、『水戸黄門漫遊記』『いれずみ判官』などの人気シリーズや、『紅孔雀』などの中編娯楽時代劇、内田吐夢監督『血槍富士』といった傑作など、250本以上もの作品に出演した。
1966年（昭和41年）に田坂具隆監督の『湖の琴』を最後に映画界から遠ざかり、数本のテレビドラマに出演していた。1979年（昭和54年）5月14日、軟化症のため死去。81歳没。

## 出演作品

### 映画
- 毒刃 中後篇（1924年、マキノ） - 霧原源九郎
- 三人姉妹 前後篇（1925年、マキノ） - 将軍家綱公
- 墓石が鼾をする頃（1925年、マキノ） - 行連三郎実盛
- 修羅八荒 第一篇 - 解決篇（1926年、マキノ） - 陣塲弥十郎
- 外道（1926年、マキノ） - 藤森和泉
- 狂つた一頁（1926年、新感覚派映画連盟） - 狂人B
- 照る日くもる日 第二篇（1926年、衣笠映画聯盟） - 釜無の仁三
- 稚児の剣法（1927年、衣笠映画聯盟） - 鼬の吉蔵
- 天保悲剣録（1927年、衣笠映画聯盟） - 飯岡の勘五郎
- 海国記（1928年、衣笠映画聯盟） - 医者市庵
- 酒毒の剣法（1928年、ツキガタプロ） - 野々宮新兵衛
- 敵討破れ傘（1928年、ツキガタプロ） - 道中師般若の佐吉
- 剣士沖田総司（1928年、ツキガタプロ）
- 斬人斬馬剣（1929年、松竹キネマ） - 伊之吉
- 白野弁十郎（1929年、松竹キネマ） - 雷蔵
- 荒木又右衛門（1930年、松竹キネマ） - 桜井甚左衛門
- 紅蝙蝠 第一篇・第二篇・第三篇（1931年、松竹キネマ） - 新藤五右衛門
- 舶来文明街（1931年、月形プロ） - 鬼塚警部
- 暁の市街戦（1932年、月形プロ）
- 忠臣蔵（1932年、松竹キネマ） - 進藤源四郎
- 天明旗本傘 前後篇（1933年、松竹キネマ） - 寺崎惣右衛門
- 沓掛時次郎（1934年、松竹キネマ） - 安宿の亭主
- 月形半平太（1934年、松竹キネマ） - 樫田源八
- 殴られた河内山（1934年、松竹キネマ） - 医者宗庵
- 東海の顔役（1935年、右太プロ） - 名取石岩松
- 道中女仁義（1935年、松竹キネマ） - 柏屋亭主
- 雪之丞変化（1935年、松竹キネマ） - 長崎屋三郎兵衛
- かごや判官（1935年、松竹キネマ） - 米屋 市郎兵衛
- 元禄快挙余譚 土屋主税（1937年、松竹キネマ） - 熊吉
- 蒙古襲来 敵国降伏（1937年、松竹キネマ） - 二階堂信濃守範長
- 半七捕物帳 第一話 勘平の死（1939年、松竹） - 和泉屋与兵衛
- 月夜鴉（1939年、松竹） - 植木店の家元
- 夕焼富士（1939年、松竹） - 稲田弥五右衛門
- 残菊物語（1939年、松竹） - 尾上松助
- 雪之丞変化 闇太郎懺悔（1939年、松竹） - 諸住慶佐
- 美女桜 暴風篇・黎明篇（1940年、松竹） - 安宅利右衛門
- 破魔弓伝奇 潜竜篇・飛竜篇（1940年、松竹） - 左官屋長助
- 弥次喜多怪談道中（1940年、松竹） - 中田弥右衛門
- 縁結び高田の馬場（1940年、松竹） - 堀部弥兵ヱ
- 歌麿をめぐる五人の女（1946年、松竹） - 蔦屋重三郎
- 地獄の顔（1947年、松竹） - 後援者代表
- 金田一耕助シリーズ（東横映画）
  - 獄門島（1949年） - 荒木真喜太
  - 獄門島 解明篇（1949年） - 荒木真喜太
- 戦慄（1950年、東横映画） - ホテル支配人
- いれずみ判官シリーズ
  - いれずみ判官 桜花乱舞の巻（1950年、東横映画）
  - いれずみ判官 落花対決の巻（1950年、東横映画）
  - 女賊と判官（1951年、東横映画） - 藤兵衛の乾分儀十
  - 飛びっちょ判官（1952年、東映） - 父左吉
  - 血ざくら判官（1954年、東映） - 弥七
  - 喧嘩奉行（1955年、東映） - 研師長左衛門
  - 荒獅子判官（1955年、東映） - 目吉
  - 勢ぞろい喧嘩若衆（1955年、東映） - 半兵ヱ
  - 長脇差奉行（1956年、東映） - 村越左内
  - はやぶさ奉行（1957年、東映） - 藤兵衛
  - さいころ奉行（1961年、東映） - 森田屋茂兵衛
  - さくら判官（1962年、東映） - 内藤紀伊守
- 千石纏（1950年、東横映画） - 勝助医者
- 殺陣師段平（1950年、東横映画） - 徳次郎
- 旗本退屈男捕物控シリーズ（東横映画） - 菅谷三右衛門 
  - 旗本退屈男捕物控 七人の花嫁（1950年）
  - 旗本退屈男捕物控 毒殺魔殿（1950年）
- にっぽんGメン 第二話 難船崎の血闘（1950年、東横映画）
- 豪快三人男（1951年、東映） - 川越藩御重役
- 剣難女難 女心転心の巻・剣光流星の巻（1951年、東映） - 正木作左衛門
- 殴られた石松（1951年、東映） - 杣木九郎兵衛
- 大江戸五人男（1951年、松竹） - 並木冨輔
- 續・修羅城秘聞 飛雲の巻（1952年、大映）
- 西鶴一代女（1952年、新東宝） - 丸屋主人七左衛門
- 忠次旅日記 逢初道中（1952年、東映）
- 朝焼け富士（1953年、東映） - 杉元仁左衛門
- 大菩薩峠（東映）
  - 大菩薩峠 甲源一刀流（1953年） - 中村一心斎
  - 大菩薩峠 第三部（1953年） - 金六
- 危うし!鞍馬天狗（1953年、東映） - 佐竹主水之正
- 快傑黒頭巾シリーズ（東映）
  - 快傑黒頭巾（1953年） - 大月東吉
  - 快傑まぼろし頭巾（1954年） - 松平定敬
  - 御存じ快傑黒頭巾 新選組追撃（1955年） - 妻木靱負
  - 御存じ快傑黒頭巾 危機一発（1955年） - 小松帯刀
  - 御存じ快傑黒頭巾 神出鬼没（1956年） - オイレンブルグ
- 女間者秘聞 赤穂浪士（1953年、東映） - 小林平八郎
- 殴り込み二十八人衆（1954年、東映） - 岩淵の庄右衛門
- 暁の三十八番斬り（1954年、東映） - 柳生但馬守
- 雪之丞変化（1954年、東映） - 雪之丞の父
- 新諸国物語 笛吹童子 第二部幼術の闘争（1954年、東映） - 雪山
- 唄しぐれ おしどり若衆（1954年、東映） - 風笙斎
- 鳴門秘帖 前後篇（1954年、東映） - 甲賀世阿弥
- 野ざらし姫 追撃三十騎（1954年、東映） - 若尾三左衛門
- 恋しぐれ 浅間の火祭（1954年、東映） - 小諸の佐吉
- 唄ごよみ いろは若衆（1954年、東映） - 八丁目忠吉
- 水戸黄門漫遊記シリーズ（東映）
  - 水戸黄門漫遊記 地獄極楽大騒ぎ（1954年） - 鈴木孫之介
  - 水戸黄門漫遊記 火牛坂の悪鬼（1955年） - 結城白龍斎
  - 水戸黄門漫遊記 幽霊城の佝僂男（1955年） - 柴田外記
  - 水戸黄門漫遊記 人喰い狒々（1956年） - 宗右衛門
  - 水戸黄門漫遊記 鳴門の妖鬼（1956年） - 桜井主膳
  - 水戸黄門（1957年） - 彦坂長太夫
  - 水戸黄門 天下の副将軍（1959年） - 中沢弥太夫
  - 水戸黄門（1960年） - 四郎兵衛
- 怪傑鷹（1954年、宝塚映画） - 綾小路頼房卿
- 三日月童子（東映） - 五兵衛 
  - 第一篇 剣雲槍ぶすま（1954年）
  - 第二篇 天馬空を征く（1954年）
  - 第三篇 万里の魔境 （1954年）
- 竜虎八天狗（東映） - 木食和尚 
  - 第一部 水虎の巻（1954年）
  - 第二部 火龍の巻（1954年）
  - 第三部 鳳凰の巻（1954年）
  - 完結篇 追撃の巻（1954年）
- 新諸国物語 紅孔雀（1955年、東映） - 藤内
- 春秋あばれ獅子（1955年、東映） - 神尾主膳
- 血槍富士（1955年、東映） - 勘定奉行金田
- 百面童子（東映） - 大僧正 
  - 第一篇 ギヤマンの秘密（1955年）
  - 第二篇 サタンの窟（1955年）
  - 第三篇 バテレンの宴（1955年）
  - 完結篇 イスラムの女王（1955年）
- まぼろし小僧の冒険 第一篇・第二篇（1955年、東映） - 白雲和尚
- あばれ纏千両肌（1955年、東映） - 上田屋幸兵衛
- 天保六道銭 平戸の海賊（1955年、東映） - 番頭甚左衛門
- 天兵童子（東映） - 黒田官兵衛
  - 第一篇 波濤の若武者（1955年）
  - 第二篇 高松城の密使（1955年）
  - 完結篇 日の丸初陣（1955年）
- 夕焼童子（東映） - 出羽備中守 
  - 第一部 出羽の小天狗（1955年）
  - 第二部 暁の槍騎隊（1955年）
- 弓張月（東映） - 仙人 
  - 第一篇 筑紫の若武者（1955年）
  - 第二篇 運命の白縫姫（1955年）
  - 完結篇 南海の覇者（1955年）
- 紅顔の若武者 織田信長（1955年、東映） - 佐久間信盛
- 美女と怪龍（1955年、東映） - 安倍清明
- 薩摩飛脚 完結篇（1955年、東映） - 助川源五兵衛
- 唄祭り江戸っ子金さん捕物帖（1955年、新芸プロ） - 黒瀬甚内
- 赤穂浪士 天の巻・地の巻（1956年、東映） - 穂積惣右衛門
- 若さま侍捕物手帖 地獄の皿屋敷・べらんめえ活人剣（1956年、東映） - 山岡帯刀
- 父子鷹（1956年、東映） - 石川右近将監
- 逆襲獄門砦（1956年、東映） - 甚兵衛
- 復讐侠艶録（1956年、東映） - 塚原伊織
- 新春オールスター映画（東映）
  - 任侠清水港（1957年） - 森川の重吉
  - 任侠東海道（1958年） - 作兵衛
- 旗本退屈男シリーズ（東映）
  - 旗本退屈男 謎の紅蓮塔（1957年） - 志賀藤左衛門
  - 旗本退屈男（1958年） - 茂庭周防
  - 旗本退屈男 謎の南蛮太鼓（1959年） - 寺沢兵庫
  - 旗本退屈男 謎の大文字（1959年） - 中の院康平
  - 旗本退屈男 謎の幽霊島（1960年） - 望月主計
- 青雲の鬼（1957年、東映） - 松浦岩見守
- ふり袖捕物帖 ちりめん駕篭（1957年、東映） - 永江帯刀
- 鳳城の花嫁（1957年、東映） - 間宮一心斎
- 上方演芸 底抜け捕物帖（1957年、東映） - 淀屋金右衛門
- 大菩薩峠（1957年、東映） - 机弾正
- 魔の紅蜥蜴（1957年、東映） - 日向陶庵
- 素浪人忠弥（1957年、東映） - 浜野宇右衛門
- 黄金の伏魔殿（1957年、東映） - 水野越前守忠邦
- ゆうれい船（1957年、東映） - 篠崎但馬
- 一心太助シリーズ（東映）
  - 江戸の名物男 一心太助（1958年） - 和泉屋勘五郎
  - 一心太助 男の中の男一匹（1959年） - 京極左京亮
  - 家光と彦左と一心太助（1961年） - 土井大炊助利勝
- 千両獅子（1958年、東映） - 吉村嘉右衛門
- 直八子供旅（1958年、東映） - 研ぎ屋
- 源氏九郎颯爽記 白狐二刀流（1958年、東映） - 米良安盛
- 丹下左膳シリーズ（東映）
  - 丹下左膳（1958年） - 司馬十方斎
  - 丹下左膳 妖刀濡れ燕（1960年） - 老武士
  - 丹下左膳 濡れ燕一刀流（1961年） - 愚楽老人
- 葵秘帖（1958年、東映） - 行燈の太郎松
- 大岡政談 幽霊八十八夜（1958年、東映） - 大家の六兵衛
- 若君千両傘（1958年、東映） - 上総屋惣兵衛
- 紫頭巾（1958年、東映） - 神谷一心斎
- ひばり捕物帖シリーズ（東映）
  - ひばり捕物帖 自雷也小判（1958年） - 淀野金右衛門
  - ひばり捕物帖 ふり袖小判（1959年） - 佐山重右衛門
- 浅間の暴れん坊（1958年、東映） - 岡部の庄兵衛
- 金獅子紋ゆくところ 黄金蜘蛛（1958年、東映） - 神坂玄内
- 右門捕物帖シリーズ（東映）
  - 右門捕物帖 片目の狼（1959年） - 京極右京
  - 右門捕物帖 南蛮鮫（1961年） - 坂田益軒
- 新吾十番勝負シリーズ（東映） - 真崎備前守 
  - 新吾十番勝負（1959年）
  - 新吾十番勝負 第二部（1959年）
  - 新吾十番勝負 第三部（1960年）
  - 新吾十番勝負 完結篇（1960年）
- お役者文七捕物暦 蜘蛛の巣屋敷（1959年、東映） - 重兵衛
- 伊達騒動 風雲六十二万石（1959年、東映） - 奥山大学
- 血斗水滸伝 怒涛の対決（1959年、東映） - 勧進相撲の行司
- 天下の伊賀越 暁の血戦（1959年、東映） - 寺西紋太夫
- 風雲児 織田信長（1959年、東映） - 丹羽万五郎
- 江戸の悪太郎（1959年、東映） - 手代木七左衛門
- 雪之丞変化（1959年、東映） - 稲葉山城守 役
- 殿さま弥次喜多（1960年、東映） - 井伊掃部頭
- 風小僧 風雲虹ヶ谷（1960年、東映） - 清典
- ひばりの森の石松（1960年、東映） - 大和田の友造
- 桃太郎侍 江戸の修羅王 南海の鬼（1960年、東映） - 若木讃岐守
- 酒と女と槍（1960年、東映） - 松本昭右衛門
- 大岡政談 魔像篇（1960年、東映） - 伊豆屋伍兵衛
- 暴れん坊兄弟（1960年、東映） - 相模屋
- 親鸞（1960年、東映） - 一条友範
- 壮烈新選組 幕末の動乱（1960年、東映） - 鵜殿甚左衛門
- 清水港に来た男（1960年、東映） - 喜三郎の老父
- 妖刀物語 花の吉原百人斬り（1960年、東映） - 弥助
- 旅の長脇差 伊豆の佐太郎（1960年、東映） - 平左衛門
- 半七捕物帖 三つの謎（1960年、東映） - 村治右衛門
- 孤剣は折れず 月影一刀流（1960年、東映） - 原主水
- 若き日の次郎長 東海の顔役（1960年、東映） - 鳴海屋藤兵衛
- 水戸黄門 天下の大騒動（1961年、東映） - 黄門らしき老人
- 鳴門秘帖（1961年、東映） - 大勘
- 赤穂浪士（1961年、東映） - 五兵衛
- 怪人まだら頭巾（1961年、東映） - 朝倉孫太夫
- 宮本武蔵シリーズ（東映）
  - 宮本武蔵（1961年） - 村人
  - 宮本武蔵 般若坂の決斗（1962年） - 弥次馬
  - 宮本武蔵 巌流島の決斗（1965年） - 榊原康政
- ふり袖小姓捕物帖シリーズ（東映）
  - ふり袖小姓捕物帖 蛇姫囃子（1961年） - 三田村平左衛門
  - ふり袖小姓捕物帖 血文字肌（1961年） - 秩父の甚兵衛
- 葵の暴れん坊（1961年、東映） - 桝屋小左衛門
- 豪快千両槍（1961年、東映） - 宮本惣右衛門
- 江戸っ子繁昌記（1961年、東映） - 正村十太夫
- 天下の御意見番（1962年、東映） - 堀尾家家臣
- 天草四郎時貞（1962年、東映） - みどりの父
- きさらぎ無双剣（1962年、東映） - 久世大和守
- 恋や恋なすな恋（1962年、東映） - 勅使
- 胡蝶かげろう剣（1962年、東映） - 座光寺源左衛門
- 若ざくら喧嘩纏（1962年、東映） - 巴屋三右衛門
- 新選組血風録 近藤勇（1963年、東映） - 近藤周斎
- おれは侍だ 命を賭ける三人（1963年、東映） - 大橋慶左衛門
- 若様やくざ 江戸っ子天狗（1963年、東映） - 藤兵衛
- 十三人の刺客（1963年、東映） - 間宮図書
- 伊賀の影丸（1963年、東映） - 百地三太夫
- 柳生武芸帳 片目の忍者（1963年、東映） - 九鬼嘉隆
- 幕末残酷物語（1964年、東映） - 忠助
- 股旅 三人やくざ（1965年、東映） - 親分
- 次郎長三国志 甲州路殴り込み（1965年、東映） - 鬼吉の父
- 小判鮫 お役者仁義（1966年、東映） - 出島屋万兵衛
- 日本侠客伝 血斗神田祭（1966年、東映） - 清兵衛
- 大菩薩峠（1966年、東宝） - 木津街道の老巡礼
- 沓掛時次郎 遊侠一匹（1966年、東映） - 佐原の勘蔵
- 湖の琴（1966年、東映） - 早川新兵衛

### テレビドラマ
- 山田風太郎忍法シリーズ 江戸忍法帖（1966年、TBS）- 織部玄左衛門
- 銭形平次 第1話「おぼろ月夜の女」（1966年、CX） - 石原の利助
- 次郎長三国志（NET）
  - 第11話「甲州乗り込み」（1968年）
  - 第14話「殴り込み甲州路」（1968年）
- 待っていた用心棒（NET / 東映）
  - 第2話「町の中の野火」（1968年）
  - 第15話「糺の森七ツ半」（1968年）